# Блідо-блакитне око (фільм)
«Блідо-блакитне око» (англ. The Pale Blue Eye) — американський трилер за сценарієм і режисурою Скотта Купера з Крістіаном Бейлом у головній ролі. Він заснований на однойменному романі Луїса Баярда 2003 року.
Прем'єра відбулася 23 грудня 2022 року.

## Сюжет
У 1830 році ветеран-детектив Август Ландор розслідує серію вбивств у Військовій академії Сполучених Штатів у Вест-Пойнті, Нью-Йорк. Йому допомагає Едгар Аллан По, молодий курсант академії.

## У ролях
| Актор             | Роль                  |
| ----------------- | --------------------- |
| Крістіан Бейл     | Август Ландор         |
| Гаррі Меллінг     | Едгар Аллан По        |
| Джилліан Андерсон | Джулія Маркіз         |
| Люсі Бойнтон      | Леа Маркіз            |
| Шарлотта Генсбур  | Петсі                 |
| Тобі Джонс        | доктор Даніель Маркіз |
| Гаррі Лоуті       | Артемус Маркіз        |
| Саймон Макберні   | капітан Хічкок        |
| Тімоті Сполл      | Тайєр                 |
| Гедлі Робінсон    | Метті Лендор          |
| Фред Хехінгер     | Рендольф Баллінгер    |
| Роберт Дюваль     | Жан-Пепе              |

## Виробництво
6 березня 2021 року було оголошено, що Netflix попередньо придбав права на фільм на Європейському кіноринку.
Зйомки розпочалися 29 листопада 2021 року в історичному готелі Compass Inn в Лафлінтауні, Пенсільванія. У грудні зйомки проходили у Вестмінстерському коледжі в Нью-Вілмінгтоні, Пенсільванія.

## Випуск
Обмежений прокат фільму відбувся 23 грудня 2022 року, а вихід на Netflix 6 січня 2023 року.